# 애플비역

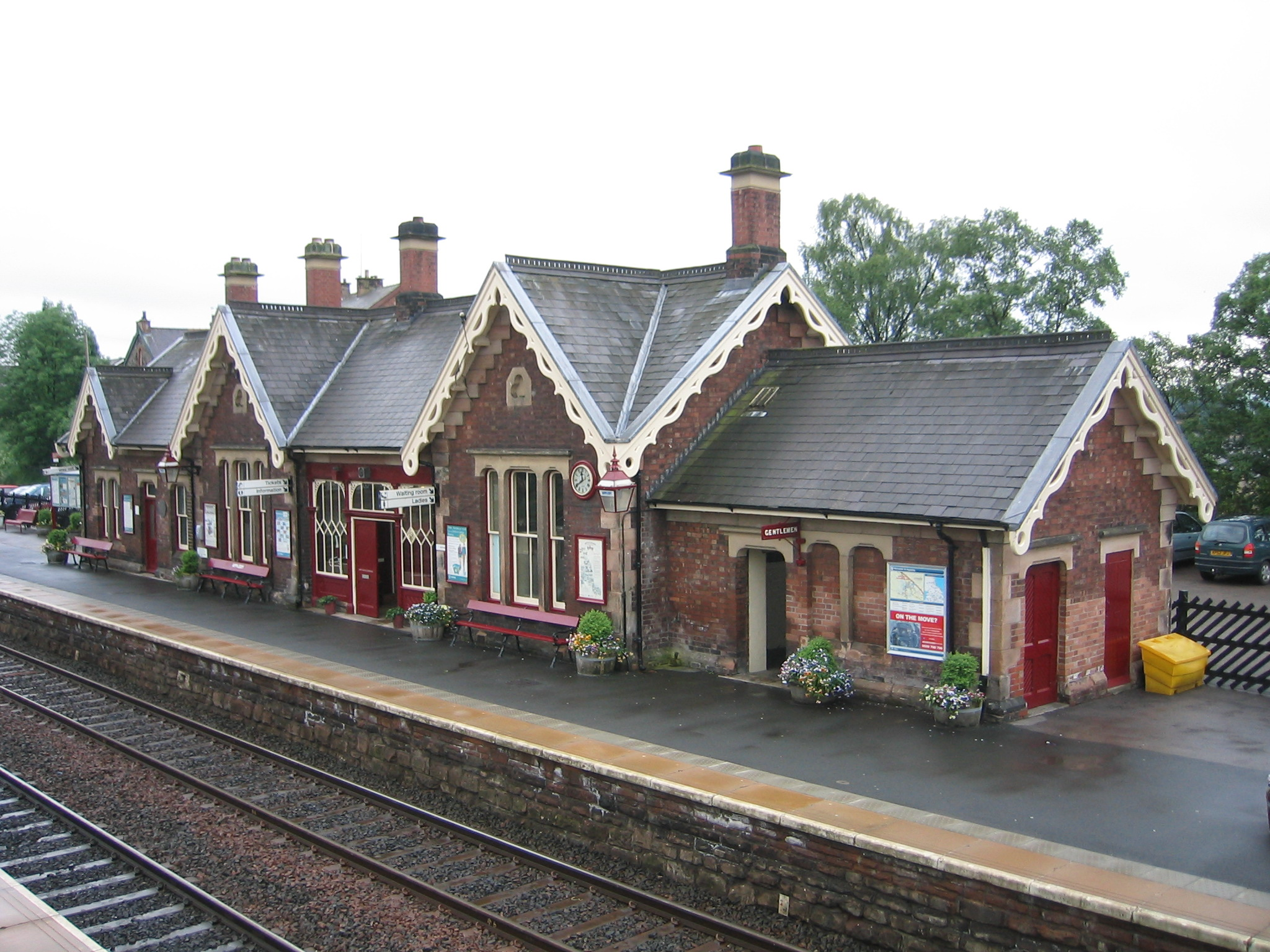

애플비역(Appleby railway station)은 세틀(Settle)을 거쳐 칼리슬(Carlisle)과 리즈(Leeds) 사이를 운행하는 세틀 앤 칼리슬선(Settle and Carlisle Line)의 기차역이다. 칼리슬의 남동쪽 30마일 60체인(49.5km)에 위치한 이 역은 컴브리아주의 이든구에 있는 애플비인웨스트멀런드의 시장 마을에 서비스를 제공한다. 네트워크 레일이 소유하고 노던 트레인스가 관리한다.
이 역은 이전에 애플비 웨스트(Appleby West)로 알려졌으며, 이전 애플비 이스트(Appleby East)역은 이든 밸리 철도(Eden Valley Railway) 근처에 위치해 있다. 애플비 이스트의 건물은 여전히 남아있다.